# Починок Черкасский
Почи́нок Черка́сский — деревня в Ореховском сельском поселении Галичского района Костромской области России.

## География
Деревня расположена на берегу реки Ноля.

## История
Согласно Спискам населённых мест Российской империи в 1872 году деревня Починки относилась к 1 стану Галичского уезда Костромской губернии. В ней числилось 10 дворов, проживало 34 мужчины и 39 женщин.
Согласно переписи населения 1897 года в деревне Починок проживало 106 человек (48 мужчин и 58 женщин).
Согласно Списку населённых мест Костромской губернии в 1907 году деревня Починок относилась к Котельской волости Галичского уезда Костромской губернии. По сведениям волостного правления за 1907 год в ней числилось 29 крестьянских дворов и 130 жителей. В деревне имелась водяная мельница. Основными занятиями жителей деревни, помимо земледелия, были плотницкий промысел и сельскохозяйственные работы.
До муниципальной реформы 2010 года деревня также входила в состав Ореховского сельского поселения.

## Население
| 2008 | 2010 | 2012 | 2014 |
| ---- | ---- | ---- | ---- |
| 5    | ↘0   | ↗3   | ↘2   |